# Edmund Whittaker
Edmund Whittaker (anglès: Edmund Taylor Whittaker)  (Southport, 24 d'octubre de 1873 - Edimburg, 24 de març de 1956) va ser un matemàtic britànic.

## Vida i obra
Després de fer els estudis secundaris a Manchester, va estudiar al Trinity College (Cambridge) en el qual es va graduar el 1895. L'any següent va ser nomenat fellow del Trinity College on va estar donant classes fins al 1906. Com altres matemàtics anglesos, va ser membre actiu de la Royal Astronomical Society, de la qual va ser secretari entre 1900 i 1906.
El 1906 va ser nomenat Astrònom Reial d'Irlanda, càrrec que portava aparellades la direcció de l'observatori astronòmic de Dunsink i la càtedra d'astronomia de la universitat de Dublín. Durant aquest període va ser professor d'Éamonn de Valera, futur president de la república d'Irlanda.
El 1912 va ser nomenat catedràtic de matemàtiques de la universitat d'Edimburg, en substitució de George Chrystal qui havia mort l'any anterior. Es va jubilar en aquest càrrec el 1946. El 1930 es va convertir al catolicisme i va ser membre de l'Acadèmia Pontifícia de les Ciències des de la seva fundació.
Whittaker va ser membre de nombroses acadèmies i societats científiques i va rebre nombrosos premis i honors. Va escriure tres grans tractats sobre anàlisi matemàtica (1902), sobre dinàmica analítica (1904) i sobre computació pràctica (1924). A més, va escriure dos llibres d'història científica: sobre les teories del èter (1910) i sobre els conceptes de la física (1949). També va publicar un bon nombre d'articles sobre àlgebra, probabilitat, funcions automorfes, astronomia, teoria potencial, dinàmica, teoria de la relativitat i teoria quàntica.